# Siphona munroi
Siphona munroi là một loài ruồi trong họ Tachinidae.